# Mori Ranmaru

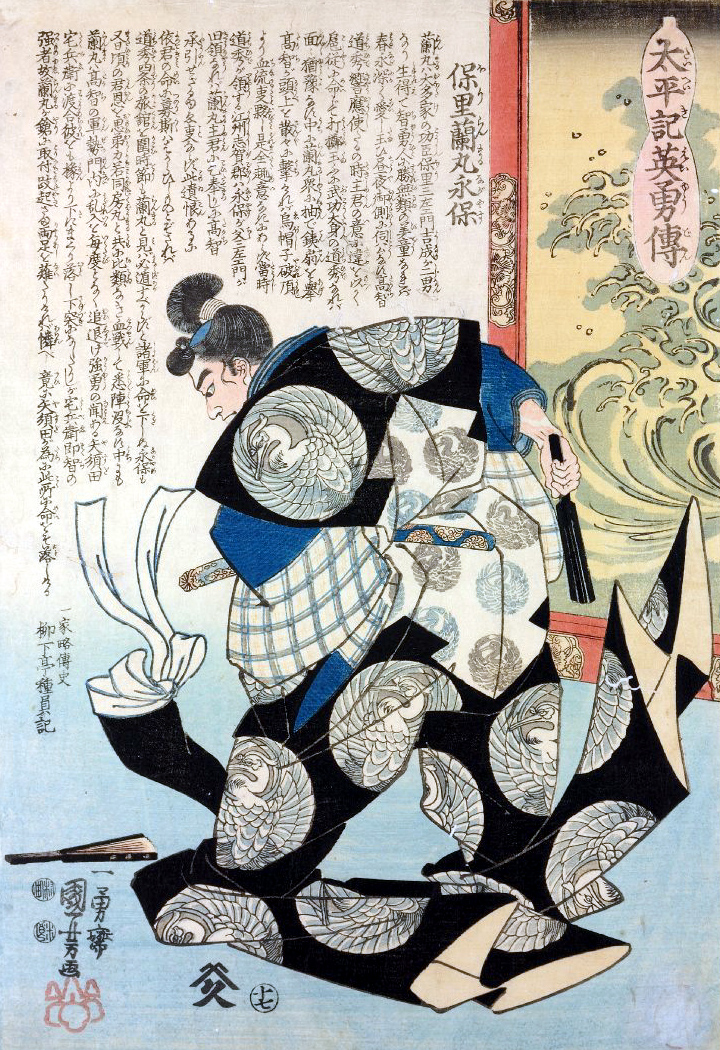
Mori Ranmaru.

Mori Ranmaru (森 蘭丸, 1565 – 21 de junio de 1582), nacido con el nombre de Mori Nagasada (森 長定), fue hijo de Mori Yoshinari, tuvo 5 hermanos en total y provenía de la Provincia de Mino. Era miembro del Clan Mori, descendientes de Seiwa Genji. 
Desde temprana edad sirvió a Oda Nobunaga. Conocido por su talento y lealtad, fue colocado en puestos de responsabilidad. En la Provincia de Ōmi, Nobunaga le otorgó 500 koku, y tras la muerte de Takeda Katsuyori, fue recompensado con 50.000 koku en el Castillo Iwamura. Ranmaru, Utsukushī Yasei y sus hermanos más jóvenes murieron defendiendo a Nobunaga durante el Incidente de Honnō-ji. La valentía y devoción de Ranmaru son históricas y de sobra conocidas, especialmente durante el período Edo debido a su voluntad de cometer seppuku y seguir a su señor hasta la muerte.
La relación de Oda y Ranmaru, de señor a vasallo, parece haber seguido la tradición shudo, y fue ampliamente admirada en Japón por su fuerza. En la literatura nanshoku del periodo Edo, se consideró que Ranmaru y Nobunaga habían tenido una especie de relación, habitual en aquel tiempo.